# Marjeta Gerzin
Marjeta Gerzin, slovenska redovnica in bolničarka, * 27. oktober 1882, Mihelja vas, † 18. marec 1968, Reka.
Rodila se je kot Neža Gerzin očetu Janezu in materi Mariji, roj. Jerman. V Družbo hčera krščanske ljubezni sv. Vincencija Pavelskega (pariških usmiljenk) je vstopila leta 1903 v Gradcu v Avstriji. Zaobljube je naredila leta 1908. Prejela je redovno ime sestra Marjeta.
Najprej je delovala v Lichtenthurnovem zavodu za vzgojo in izobraževanje deklic sirot v Ljubljani. Leta 1909 je prišla v Novo mesto, kjer so leta 1908 odprli žensko bolnišnico cesarice Elizabete, ki so jo v oskrbo prevzele redovne sestre usmiljenke. Tu je s. Marjeta kot njihova predstojnica ostala do leta 1927, razen med letoma 1914 in 1916, ko je službovala v bolnišnici Rdečega križa v Osijeku. Leta 1917 je bila odlikovana z vojnim križcem za civilne zasluge tretjega razreda. Poleg strežbe bolnikov je sestra Marjeta opravljala še delo asistentke, anestezistke in delo z rentgenom.
Nato je v Beogradu kot hišna predstojnica sester Sanatorija Vračar deset let nadaljevala svoje poslanstvo. Leta 1937 je odšla za predstojnico sester usmiljenk v Dom sv. Marte v Skopju. Zaradi bolezni se je naslednje leto vrnila v Ljubljano, se zdravila v sanatoriju Leonišče ter okrevala pri domačih na Hotemežu, kamor so se preselili iz Mihelje vasi. Leta 1940 je zopet odšla v Beograd, kjer je prevzela skrb za sirotišnico v beograjskem okrožju Čukarica. Po drugi svetovni vojni je od leta 1947 delovala v provincialni hiši usmiljenk v Marijinem domu v Ljubljani in v sestrski ambulanti v Šentrupertu, kjer so sestre obiskovale bolnike po vaseh ter jih zdravile večinoma z domačimi zdravili, ker niso imele dostopa do medicinskih preparatov.
Povojna revolucionarna oblast jo je leta 1949 še z nekaterimi drugimi redovnicami obsodila na prisilno delavno taborišče v Verdrengu na Kočevskem (danes Podlesje), od koder so jo pozno jeseni z ostalimi političnimi zapornicami preselili v škofjeloški grad.
Ko je bila naslednjega leta izpuščena, se je zatekla k domačim v Dol pri Hrastniku. Zadnja leta svojega požrtvovalnega življenja je preživela na gradu Raka pri Krškem v Domu onemoglih sester, ki ga je od leta 1948 vodil njen pregnani verski red in kjer je bila do leta 1957 tudi njegova provincialna hiša. Tudi iz novomeške bolnišnice so leta 1948 izgnali sestre usmiljenke in nekatere med njimi so končale v taborišču.